# Sammetsfrölöpare
Sammetsfrölöpare (Harpalus griseus) är en skalbaggsart som först beskrevs av Georg Wolfgang Franz Panzer 1796.  Sammetsfrölöpare ingår i släktet Harpalus, och familjen jordlöpare. Arten förekommer i Götaland och Öland samt tillfälligtvis även på Gotland och Svealand. Artens livsmiljö är jordbrukslandskap, stadsmiljö.